# 八頭町立隼小学校
八頭町立隼小学校（やずちょうりつ はやぶさしょうがっこう）は、かつて鳥取県八頭郡八頭町見槻中にあった公立小学校。2017年3月に船岡小・大江小と統合し新・船岡小学校発足のため閉校した。校舎はコミュニティ複合施設の隼Lab.（はやぶさラボ）として活用されている。

## 沿革
- 1874年（明治7年） - 福井小学・見槻小学が開校。
- 1882年（明治15年） - 福井を本校とし見槻小学が分教場となる。
- 1889年（明治22年）10月1日 - 町村制施行により隼村が発足。
- 1893年（明治26年） - 福井小学・見槻分教場を廃止し隼尋常小学校が開校、志子部分教場を設置。
- 1905年（明治38年） - 志子部分教場を廃止。
- 1908年（明治41年） - 高等科を併設し隼尋常高等小学校と改称。
- 1941年（昭和16年）4月1日 - 国民学校令により隼国民学校と改称。
- 1947年（昭和22年）4月1日 - 学制改革により隼村立隼小学校と改称。
- 1952年（昭和27年）11月3日 - 隼村・船岡町・大伊村合併による船岡町発足に伴い、船岡町立隼小学校と改称。
- 1994年（平成6年） - 新校舎竣工。
- 2005年（平成17年）3月31日 - 船岡町・郡家町・八東町合併による八頭町発足に伴い、八頭町立隼小学校と改称。
- 2017年（平成29年）
  - 3月31日 - 閉校。
  - 12月 - 隼Lab.オープン。

## 通学区域
- 八頭町
  - 上野、上野上、隼福、隼郡家、見槻中、福井、西谷、見槻、志子部

卒業生は基本的に八頭町立八頭中学校へ進学する。

## 周辺
- 隼簡易郵便局
- 鳥取県道302号大坪隼停車場線
- 八東川
  - 見槻川

## アクセス
- 若桜鉄道 隼駅から南西へ200m
- 国道482号沿い